# Celerena substigmaria
Celerena substigmaria là một loài bướm đêm trong họ Geometridae.